# Легка атлетика на Літній універсіаді 1963
Змагання з легкої атлетики на Літній універсіаді 1963 проходили 5-8 вересня в Порту-Алегрі на стадіоні «Олімпіко Монументал».

## Призери

### Чоловіки
| Дисципліни             | Золото                                                             | Золото           | Срібло                                                                   | Срібло           | Бронза                                                            | Бронза           |
| ---------------------- | ------------------------------------------------------------------ | ---------------- | ------------------------------------------------------------------------ | ---------------- | ----------------------------------------------------------------- | ---------------- |
| 100 метрів             | Енріке Фігерола Куба                                               | 10,4 (10,34)     | Едвін Озолін СРСР                                                        | 10,5 (10,52)     | Лівіо Берруті Італія                                              | 10,5 (10,56)     |
| 200 метрів             | Едвін Озолін СРСР                                                  | 21,3 (21,44)     | Дік Стін Велика Британія                                                 | 21,4 (21,55)     | Лівіо Берруті Італія                                              | 21,5 (21,60)     |
| 400 метрів             | Едріен Меткалф Велика Британія                                     | 46,6 (46,75)     | Ганс-Йоахім Реске ФРН                                                    | 47,0 (46,92)     | Жак Пеннвар Бельгія                                               | 47,0 (47,02)     |
| 800 метрів             | Марімото Мамору Японія                                             | 1.48,1 NR        | Джон Бултер Велика Британія                                              | 1.48,6           | Норберт Гауперт Люксембург                                        | 1.49,5 NR        |
| 1500 метрів            | Джон Веттон Велика Британія                                        | 3.49,5           | Марімото Мамору Японія                                                   | 3.49,6           | Карл Аєркауфер ФРН                                                | 3.49,7           |
| 5000 метрів            | Леонід Іванов СРСР                                                 | 14.21,4          | Бела Секереш Угорщина                                                    | 14.32,0          | Рон Гілл Велика Британія                                          | 14.43,2          |
| 110 метрів з бар'єрами | Анатолій Михайлов СРСР                                             | 14,0 (14,17)     | Джорджо Мацца Італія                                                     | 14,1 (14,25)     | Майк Хоган Велика Британія                                        | 14,2 (14,40)     |
| 400 метрів з бар'єрами | Роберто Фріноллі Італія                                            | 50,3 (50,48)     | Майк Хоган Велика Британія                                               | 51,4 (51,52)     | Сальваторе Морале Італія                                          | 51,9 (51,95)     |
| 4×100 метрів           | УгорщинаЧутораш Чаба Міхайфі Ласло Дьюлаї Іштван Рабаї Дьюла       | 40,9 (40,98)     | КубаАлехандро Паскуаль Мануель Монтальво Ласаро Бетанкур Енріке Фігерола | 41,2 (41,37)     | ФранціяЖерар Зінг Жан-П'єр Фабр Ален Рой Ален Моро                | 41,7 (41,82)     |
| 4×400 метрів           | Велика БританіяЕдріен Меткалф Джон Бултер Мензіс Кемпбелл Дік Стін | 3.11,9 (3.12,02) | ФРНПетер Гоппе Вольфганг Шолль Йоганнес Шмітт Ганс-Йоахім Реске          | 3.12,9 (3.13,02) | ІталіяСерджіо Белло Марко Бузатто Маріо Фраскіні Роберто Фріноллі | 3.13,6 (3.13,65) |
| Стрибки у висоту       | Валерій Брумель СРСР                                               | 2,15             | Маріо Больятто Італія                                                    | 2,09             | Роберто Абугаттас Перу                                            | 1,99             |
| Стрибки з жердиною     | Геннадій Блізнєцов СРСР                                            | 4,60             | Ален Моро Франція                                                        | 4,30             | Бернар Балястр Франція                                            | 4,20             |
| Стрибки в довжину      | Ігор Тер-Ованесян СРСР                                             | 7,95             | Вольфганг Кляйн ФРН                                                      | 7,70             | Карлос Діас Мартінес Куба                                         | 7,45             |
| Потрійний стрибок      | Сімо Сатосі Японія                                                 | 15,99            | Олександр Золотарьов СРСР                                                | 15,94            | Луїс Арета Іспанія                                                | 15,80            |
| Штовхання ядра         | Жигмонд Надь Угорщина                                              | 18,44            | Майк Ліндсі Велика Британія                                              | 17,76            | Дітер Урбах ФРН                                                   | 17,72            |
| Метання диска          | Гаетано далла Прія Італія                                          | 51,63            | Майк Ліндсі Велика Британія                                              | 51,23            | Дітер Урбах ФРН                                                   | 51,03            |
| Метання молота         | Геннадій Кондрашов СРСР                                            | 65,76            | Дьюла Живоцький Угорщина                                                 | 65,72            | Вакабаясі Масатосі Японія                                         | 60,90            |
| Метання списа          | Яніс Лусіс СРСР                                                    | 79,77            | Германн Соломон ФРН                                                      | 77,78            | Гергей Кульчар Угорщина                                           | 77,62            |
| Десятиборство          | Манфред Пфлюгбайль ФРН                                             | 6487             | Герд Лоссдерфер ФРН                                                      | 6102             | не вручалась                                                      |                  |

### Жінки
| Дисципліни            | Золото                                                       | Золото       | Срібло                                                        | Срібло       | Бронза                                                          | Бронза       |
| --------------------- | ------------------------------------------------------------ | ------------ | ------------------------------------------------------------- | ------------ | --------------------------------------------------------------- | ------------ |
| 100 метрів            | Ренате Лаце СРСР                                             | 12,0         | Віра Попкова СРСР                                             | 12,3         | Мігеліна Коб'ян Куба                                            | 12,4         |
| 200 метрів            | Ютта Гайне ФРН                                               | 24,6 (24,60) | Ренате Лаце СРСР                                              | 24,6 (24,64) | Мігеліна Коб'ян Куба                                            | 24,6 (24,74) |
| 800 метрів            | Ольга Казі Угорщина                                          | 2.05,9       | Антьє Гляйхфельд ФРН                                          | 2.08,2       | Джой Кетлінг Велика Британія                                    | 2.10,3       |
| 80 метрів з бар'єрами | Ютта Гайне ФРН                                               | 10,8 (10,95) | Тетяна Щелканова СРСР                                         | 10,9 (11,01) | Алла Чернишева СРСР                                             | 11,1 (11,10) |
| 4×100 метрів          | СРСРАлла Чернишева Ренате Лаце Віра Попкова Тетяна Щелканова | 46,5         | ФРНБербель Пальмі Антьє Гляйхфельд Ельке Мансфельд Ютта Гайне | 47,5         | КубаІрене Мартінес Фульхенсія Ромай Норма Перес Мігеліна Коб'ян | 47,5         |
| Стрибки у висоту      | Таїсія Ченчик СРСР                                           | 1,72         | Сьюзен Деннлер Велика Британія                                | 1,67         | Гайдемарі Гуммель ФРН                                           | 1,65         |
| Стрибки в довжину     | Тетяна Щелканова СРСР                                        | 6,48         | Власта Пршикрилова Чехословаччина                             | 5,71         | Бербель Пальмі ФРН                                              | 5,63         |
| Штовхання ядра        | Тамара Пресс СРСР                                            | 17,29        | Юдіт Богнар Угорщина                                          | 15,47        | Йолан Кончек Угорщина                                           | 14,75        |
| Метання диска         | Тамара Пресс СРСР                                            | 55,90        | Йолан Кончек Угорщина                                         | 50,92        | Юдіт Богнар Угорщина                                            | 49,73        |
| Метання списа         | Альмут Бреммель ФРН                                          | 49,61        | Ельвіра Озоліна СРСР                                          | 47,00        | Барбара Деккер ФРН                                              | 43,91        |

## Медальний залік
| Місце               | Країна              | Золото | Срібло | Бронза | Загалом |
| ------------------- | ------------------- | ------ | ------ | ------ | ------- |
| 1                   | СРСР                | 14     | 6      | 1      | 21      |
| 2                   | ФРН                 | 4      | 7      | 6      | 17      |
| 3                   | Велика Британія     | 3      | 6      | 3      | 12      |
| 4                   | Угорщина            | 3      | 4      | 3      | 10      |
| 5                   | Італія              | 2      | 2      | 4      | 8       |
| 6                   | Японія              | 2      | 1      | 1      | 4       |
| 7                   | Куба                | 1      | 2      | 4      | 7       |
| 8                   | Франція             | 0      | 1      | 2      | 3       |
| 9                   | Іспанія             | 0      | 0      | 1      | 1       |
| 9                   | Бельгія             | 0      | 0      | 1      | 1       |
| 9                   | Люксембург          | 0      | 0      | 1      | 1       |
| 9                   | Перу                | 0      | 0      | 1      | 1       |
| Загалом (12 збірні) | Загалом (12 збірні) | 29     | 29     | 28     | 86      |

## Виступ українців
Українські легкоатлети у складі збірної СРСР були представлені одним спортсменом — харків'янином Геннадієм Блізнєцовим, який з результатом 4,60 м став чемпіоном Універсіади зі стрибків з жердиною.